# Syzygium micropodum
Syzygium micropodum är en myrtenväxtart som först beskrevs av John Gilbert Baker, och fick sitt nu gällande namn av Jean-Noël Labat och Jacob Wilhelm Schatz. Syzygium micropodum ingår i släktet Syzygium och familjen myrtenväxter.
Artens utbredningsområde är Madagaskar. Inga underarter finns listade i Catalogue of Life.